# Missa Sunt bona mixta malis
Die Missa Sunt bona mixta malis in d-Moll (Hob. XXII:2) ist eine fragmentarisch erhaltene Messe von Joseph Haydn aus dem Jahr 1768. Der Beiname Sunt bona mixta malis (‚Das Gute ist mit dem Schlechten vermischt‘) ist ein zu Haydns Lebzeiten verbreitetes lateinisches Sprichwort, das auf dem Titelblatt des Manuskripts als eher ironisch aufzufassender Kommentar hinzugefügt wurde. Der eigentliche Titel des Werks lautet Missa a 4tro voci alla Cappella.
Das Werk, das Haydn in seinem handschriftlichen Entwurfkatalog erwähnte, galt über 150 Jahre lang als verschollen, bis es 1983 in einem Bauernhaus in Nordirland wiederentdeckt wurde.
Die Messe besteht aus zwei erhaltenen Teilen: einem vollständig ausgeführten Kyrie und einem Gloria, das nach dem „Gratias agimus“ abbricht. Dieser Zustand war bereits von dem Verleger Vincent Novello beschrieben worden, der den Autograph 1829 erwarb. Ob Haydn die Messe nicht zu Ende komponierte, oder die Reinschrift aus einem anderen Grund abgebrochen wurde, ist nicht bekannt. Die Messe ist für vierstimmigen Chor und Basso continuo geschrieben. Die Aufführungsdauer beträgt ca. 6 Minuten.